# 노기사와역
노기사와역(일본어: 野木沢駅)은 일본 후쿠시마현 이시카와군 이시카와정에 위치한 동일본 여객철도 스이군선의 철도역이다. 단선 승강장 1면 1선의 구조를 갖춘 지상역이다.

## 이용 현황
| 승차 인원 추이 | 승차 인원 추이 |
| 연도           | 1일 평균       |
| -------------- | -------------- |
| 2000           | 123            |
| 2001           | 112            |
| 2002           | 129            |
| 2003           | 134            |
| 2004           | 148            |

## 역 주변
- 국도 제118호선
- 이시카와 서부 공업단지

## 역사
- 1934년 12월 4일 : 개업.
- 1970년 10월 1일 : 무인화. 개인 상점에 승차권 발매를 위탁했던 간이위탁역이 됨.
- 1987년 4월 1일 : 일본국유철도 분할 민영화에 의해, 동일본 여객철도가 승계.
- 1995년 : 간이 위탁 해제.

## 인접 역
| 스이군선                 | 스이군선   | 스이군선                 |
| ------------------------ | ---------- | ------------------------ |
| 이와키이시카와 미토 방면 | ■ 스이군선 | 가와베오키 고리야마 방면 |